# Bulbophyllum filamentosum
Bulbophyllum filamentosum är en orkidéart som beskrevs av Rudolf Schlechter. Bulbophyllum filamentosum ingår i släktet Bulbophyllum och familjen orkidéer. Inga underarter finns listade i Catalogue of Life.